# Conistra archaia
Conistra archaia är en fjärilsart som beskrevs av Rudolf Pinker 1980. Conistra archaia ingår i släktet Conistra och familjen nattflyn. Inga underarter finns listade i Catalogue of Life.